# Strage di Vergarolla
La strage di Vergarolla, conosciuta anche come strage di Vergarola (in croato Eksplozija na Vergaroli) fu causata dall'esplosione di materiale bellico, avvenuta il 18 agosto 1946 sulla spiaggia di Vergarolla a Pola. L'esplosione provocò la morte di almeno 100 persone, di cui solo 64 furono identificate. Un terzo delle vittime erano bambini.
In quel periodo l'Istria era rivendicata dalla Jugoslavia di Tito, che l'aveva occupata fin dal maggio 1945. Pola invece era amministrata a nome e per conto degli Alleati dalle truppe britanniche, ed era quindi l'unica parte dell'Istria al di fuori del controllo jugoslavo.
Le responsabilità dell'esplosione, la dinamica e perfino il numero delle vittime sono tuttora fonte di accesi dibattiti. L'inchiesta delle autorità britanniche stabilì che "gli ordigni furono deliberatamente fatti esplodere da persona o persone sconosciute".

## Inquadramento storico

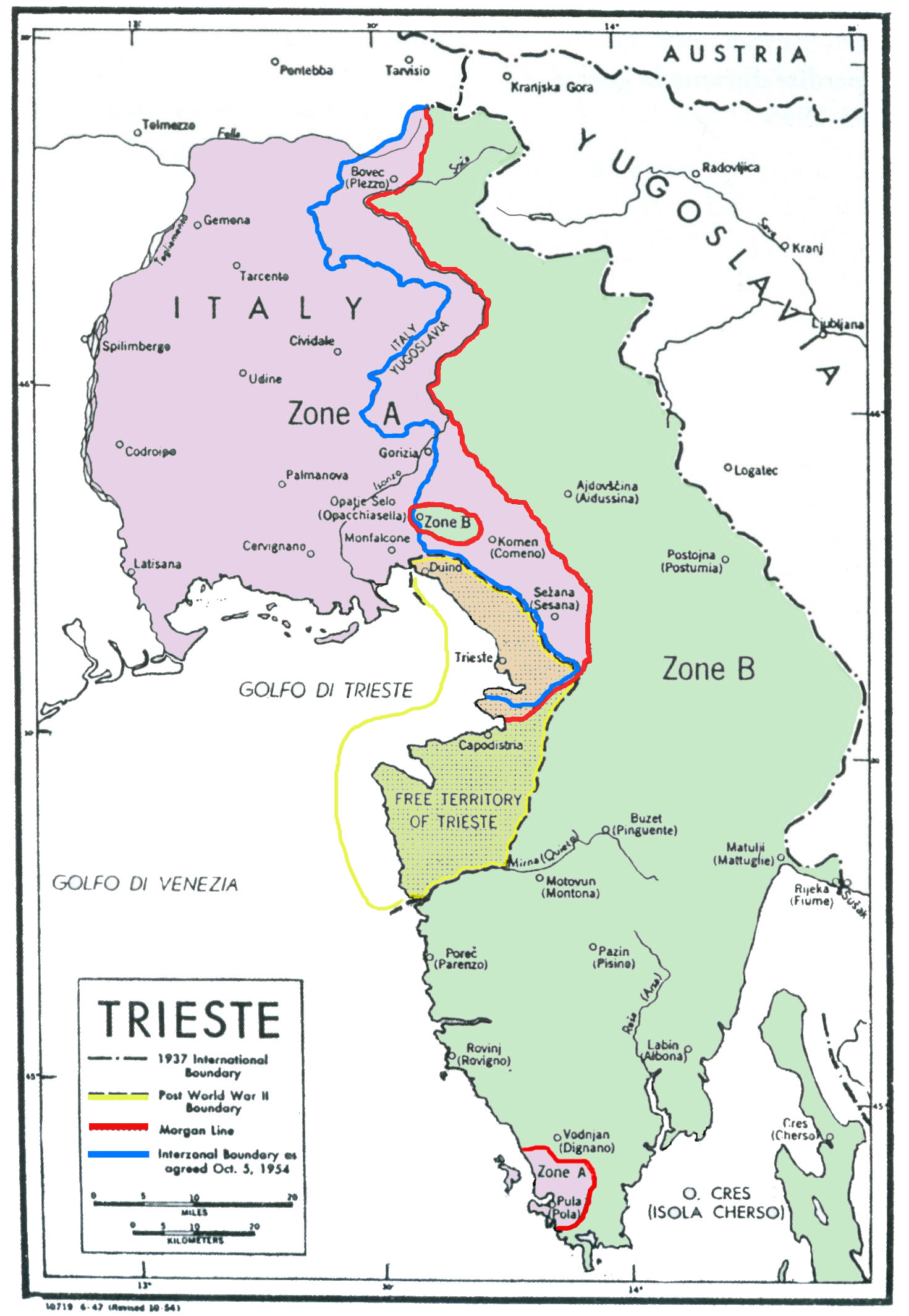
I confini orientali italiani dal 1937 ad oggi. Si noti in rosso la Linea Morgan, che divise la regione in Zona A e Zona B in attesa delle decisioni delle trattative di pace

Il 6 aprile 1941 la Jugoslavia neutrale fu aggredita dalla Germania senza dichiarazione di guerra. Nei giorni successivi l’Italia affiancò i tedeschi partecipando allo smembramento e all’occupazione del territorio jugoslavo fino all'armistizio dell'8 settembre 1943.
Negli ultimi mesi della seconda guerra mondiale i territori a cavallo dell'allora confine orientale italiano furono al centro di una disputa ad un tempo stesso nazionale e politica.
Il 13 settembre 1943 il Comitato Popolare di Liberazione (CPL) dell'Istria - formalmente composto da croati e italiani della regione, ma dominato dai primi - proclamò a Pisino l'annessione della regione alla Croazia; il 25 settembre il proclama venne ribadito a Otočak dallo ZAVNOH (Zemaljsko antifašističko vijeće narodnog oslobođenja Hrvatske - Consiglio territoriale antifascista di liberazione nazionale della Croazia). Il 30 novembre entrambi i proclami vennero fatti propri a Jajce dall'AVNOJ (Antifašističko vijeće narodnog oslobođenja Jugoslavije - Consiglio antifascista di liberazione popolare della Jugoslavia). Parallelamente, ad Aidussina un'assemblea popolare slovena proclamò l'annessione del Litorale sloveno (intendendo con questo termine in linea generale una parte dell'antico Litorale austriaco, comprendente Gorizia, la costa fino a Grado, Trieste e l'Istria nord-occidentale).
Al termine delle ostilità, i territori in questione furono l'oggetto di una delle maggiori contese politico/diplomatiche del dopoguerra. Inizialmente occupati quasi per intero dall'Esercito Popolare di Liberazione della Jugoslavia, il 9 giugno 1945 vennero divisi in due zone - A e B - separate da un confine chiamato Linea Morgan. All'interno della zona A l'amministrazione militare sarebbe dipesa dalle forze angloamericane, mentre le forze armate jugoslave avrebbero amministrato militarmente la zona B.
La città di Pola venne inclusa nella zona A, divenendo una sorta di enclave circondata dal territorio della zona B. Al tempo era la maggiore città istriana a maggioranza italiana, in larga parte contraria all'annessione alla Jugoslavia.
Questo stato delle cose - secondo gli accordi fra gli angloamericani e gli jugoslavi - sarebbe stato modificato in seguito alle trattative di pace.
Ciò creò di fatto una situazione del tutto particolare, essendo garantita a Pola - a differenza del resto dell'Istria - la libertà di espressione dei propri sentimenti nazionali, la pubblicazione di stampa non controllata dal Partito Comunista Jugoslavo e perfino una certa libertà di organizzazione di manifestazioni politiche pubbliche, sempre sotto il controllo delle forze militari angloamericane.

## Il fatto

La sede della "Pietas Julia"

Il dottor Geppino Micheletti

Il 18 agosto 1946, sulla spiaggia di Vergarolla (Pola), si sarebbero dovute tenere le tradizionali gare natatorie per la Coppa Scarioni, organizzate dalla società dei canottieri "Pietas Julia". La manifestazione aveva l'intento dichiarato di mantenere una parvenza di connessione col resto dell'Italia, e il quotidiano cittadino "L'Arena di Pola" reclamizzò l'evento come una sorta di manifestazione di italianità.
La spiaggia era gremita di bagnanti, tra i quali molti bambini. Ai bordi dell'arenile erano state accatastate - secondo la versione più accreditata - ventotto mine antisbarco - per un totale di circa nove tonnellate di esplosivo - ritenute inerti in seguito all'asportazione dei detonatori. I documenti delle indagini della Corte Militare di Inchiesta, conservati negli archivi di Londra, e recentemente utilizzati per la prima volta nel volume dello storico Gaetano Dato dedicato alla strage, parlano invece di 15-20 bombe antisommergibile tedesche, accompagnate da tre testate di siluro, quattro cariche di tritolo e cinque fumogeni. Alle 14,15 l'esplosione di questi ordigni uccise diverse decine di persone. Alcune rimasero schiacciate dal crollo dell'edificio della "Pietas Julia". Secondo le rilevazioni di Dato, basate sui documenti della polizia alleata, della corte militare di inchiesta, dei cimiteri di Pola e dell'anagrafe di Pola, i morti identificati furono 65, i resti ritrovati corrispondevano a 109 o 110 o 116 diversi cadaveri, e 211 furono i feriti. Quasi un terzo erano bambini o avevano meno di 18 anni. Sembrano inoltre accreditati cinque anonimi dispersi.
Il boato si udì in tutta la città e da chilometri di distanza si vide un'enorme nuvola di fumo. I soccorsi furono complessi e caotici, anche per il fatto che alcune persone furono letteralmente "polverizzate". Questa è una delle cause per cui non si riuscì a definire l'esatto numero delle vittime, tuttora controverso.
L'ospedale cittadino "Santorio Santorio" divenne il luogo principale della raccolta dei feriti: nell'opera di assistenza medica si distinse in particolar modo il dottor Geppino Micheletti, che nonostante avesse perso nell'esplosione i figli Carlo e Renzo, di 9 e 6 anni, oltre al fratello e alla cognata, per più di 24 ore consecutive non lasciò il suo posto di lavoro operando per 48 ore.

## Le reazioni, i funerali e la quantificazione delle vittime

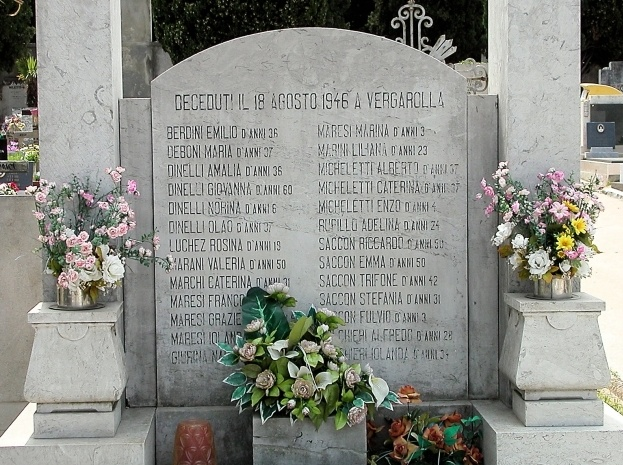
La tomba eretta dal polesano Vittorio Saccon, nella quale vennero tumulati i resti non distinguibili di ventisei persone

Il consiglio comunale di Pola si radunò d'urgenza e inoltrò una protesta formale al comando supremo alleato del Mediterraneo, all'ammiraglio Ellery Stone, capo della Commissione Alleata di Controllo a Roma, al Comando del Corpo al quale appartenevano le truppe di stanza a Pola, al Colonnello dell'AMGVG (Allied Military Government Venezia Giulia - Governo Militare Alleato della Venezia Giulia) di Trieste e dell'Area Commissioner di Pola. Le autorità furono fermamente invitate a "stabilire le responsabilità" della strage.
"L'Arena di Pola" titolò a tutta pagina "Pola è in lutto", e scrisse: "non è finita la guerra. Lutti che si rinnovano, bare che si compongono in lunga fila, lamento di feriti che riempiono ancora le corsie degli ospedali. Un martirio che poche città hanno conosciuto!".
L'intera città partecipò ai funerali, tanto che si dovettero organizzare due diversi cortei funebri. Tutti gli stabilimenti, gli uffici ed i negozi rimasero chiusi in segno di lutto. Le esequie furono celebrate dal vescovo di Parenzo e Pola Raffaele Mario Radossi, che durante l'omelia disse: "Non scendo nell'esame delle cause prossime che hanno determinato un simile macello; io rimetto tutto al giudizio di Dio (...) al quale nessuno potrà sfuggire nell'applicazione tremenda della sua inesorabile giustizia".
I feriti furono molte decine, fra cui anche due militari britannici feriti gravemente e altri due con lievi lesioni, mentre il numero esatto dei morti non venne mai accertato, almeno fino alla recente opera di Dato che ha verificato la scomparsa di 65 persone e i cinque dispersi: alla manifestazione sportiva erano accorse anche centinaia di persone dai villaggi limitrofi, e se circa cinquanta furono i cadaveri riconosciuti ufficialmente, ai funerali ventun bare contenevano corpi non identificati, oltre a quattro bare di resti non ricomponibili. Il totale di morti stimati che veniva accreditato in passato è di circa ottanta, ma alcune stime sono arrivate ad ipotizzarne cento, tuttavia con scarsi supporti documentari; un'indicazione simile fu fornita dal dottor Geppino Micheletti (nonostante la ritrosia dei più recenti autori a considerare attendibile la testimonianza), il quale disse in presenza di testimoni che le vittime complessive dovevano essere fra le 110 e le 116.

## La notizia sulla stampa italiana
Il modo di riportare la notizia della strage di Vergarolla nella stampa italiana in qualche modo può essere considerato un indicatore della rovente temperie politica dell'epoca, nonché della difficoltà di recepire notizie da una zona ancora formalmente parte del territorio italiano, ma di fatto separata da esso.
La prima segnalazione del quotidiano del PCI l'Unità fu del 21 agosto 1946, a esequie avvenute. Il titolo è "Gli anglo-americani responsabili della strage di Pola", ed in esso si dà spazio alla notizia secondo cui il vescovo di Pola avrebbe "stigmatizzato con roventi parole le autorità angloamericane, che presidiano la zona, chiamandole "responsabili" della tragedia per non aver rimosso le mine dalla spiaggia, dove erano state gettate dalla marea, per non averle disinnescate dopo averle lasciate sulla spiaggia". La tesi del quotidiano - nonostante i vari sospetti sull'ipotesi dell'attentato doloso - è che si sia trattato di una disgrazia, dovuta all'incuria degli angloamericani. Il numero delle vittime è stabilito in 62.
Il giorno successivo, l'Unità riportò un "rapporto telegrafico della Camera del Lavoro di Pola" secondo il quale il numero delle vittime sarebbe salito a "oltre 100", ma la tesi è sempre quella della "sciagura dovuta ad incuria dei colpevoli". L'articolo segnala la "giusta indignazione della popolazione di Pola e di tutta l'Italia", affermando che il consiglio municipale della cittadina istriana avrebbe votato un ordine del giorno "di protesta".
È da notare che il quotidiano comunista italiano in quegli stessi giorni conduceva una continua campagna di stampa in difesa degli interessi jugoslavi nella regione, contro - dall'altra parte - "i servi del fascismo e dell'Italia fascista" che contrapponendosi alla Jugoslavia assieme agli Stati Uniti avevano portato l'Europa sull'orlo di una nuova guerra.
La Nuova Stampa di Torino diede la notizia il 20 agosto, intitolando "Sventura a Pola" e inserendo nel sommario l'interrogativo: "Si tratta di un attentato?".

## L'inchiesta britannica

Una pagina della relazione finale della commissione d'inchiesta britannica. La citazione del comandante Erskine è nel riquadro

Il comando britannico attivò immediatamente la Polizia Civile. I documenti di quelle indagini sono conservati a Washington e mostrano che l'inchiesta sul luogo della strage e attraverso le testimonianze raccolte spinsero le autorità, una settimana dopo, a istituire una Corte Militare d'inchiesta per verificare se fu dolo o incidente. Né la polizia, né la Corte, riuscirono a determinare le responsabilità della strage, aumentando i dubbi su alcune circostanze. La relazione finale della Corte raggiunse le seguenti conclusioni:
- Gli ordigni erano stati messi in stato di sicurezza, ed in seguito controllati varie volte, sia da militari italiani, sia alleati. Un ufficiale britannico di nome Klatowsky affermò di aver ispezionato tre volte le mine - l'ultima il 27 luglio - concludendo che le stesse potessero essere fatte esplodere solo intenzionalmente[28].
- Testimoni diretti - fra i quali uno dei militari britannica feriti - avevano affermato che poco prima dell'esplosione avevano udito un piccolo scoppio e visto un fumo blu correre verso le mine.
- Il comandante della 24ª Brigata di fanteria britannica[29] - M.D.Erskine - segnalò che le mine non erano né recintate né sorvegliate, proprio perché ritenute inerti e non pericolose.
- Erskine espresse nella relazione finale il parere secondo cui "Gli ordigni sono stati deliberatamente fatti esplodere da persona o persone sconosciute" ("The ammunition was deliberately exploded by person or persons unknown").

"L'Arena di Pola" ribadì varie volte l'argomento: "Stando così le cose, le mine non possono essere scoppiate da sole senza l'intervento di alcuno". La cittadinanza ebbe la netta impressione che i militari alleati agissero con poca determinazione nella ricerca dei colpevoli, ed essendosi maturata la convinzione che Pola fosse una sorta di pedina di scambio nel gioco delle potenze vincitrici della guerra, tutto ciò esacerbò ulteriormente gli animi.

## La strage nel quadro dell'esodo
A differenza del resto dei territori in seguito ceduti dall'Italia alla Jugoslavia col trattato di pace, ove l'amministrazione militare era affidata all'esercito jugoslavo, l'esodo giuliano dalmata da Pola fu effettuato sotto la sovrintendenza delle forze alleate. La maggior parte della popolazione andò via dalla città.
L'idea dell'abbandono di Pola da parte della "larghissima maggioranza" dei cittadini era maturata mesi prima della strage di Vergarolla. Le feroci contrapposizioni fra i filoitaliani e i filojugoslavi erano condite da accuse e minacce, e la radicalizzazione della frattura non lasciò ai perdenti "alcun margine di accettazione della soluzione avversa". Complessivamente, la popolazione di Pola ritenne di trovarsi di fronte ad un'alternativa secca: o rimanere nella propria città in balia di un potere che non offriva nessuna garanzia sul piano della sicurezza personale, né su quello della libera espressione del proprio sentire nazionale e politico, oppure abbandonare tutto per prendere la via dell'esilio.

La prima pagina de "L'Arena di Pola" del 4 luglio 1946, col titolo "O l'Italia o l'esilio".
Prima pagina del 24 agosto.

Le notizie trapelate a maggio del 1946 in merito all'orientamento delle grandi potenze riunite a Parigi a favore della cosiddetta linea francese - che assegnava Pola alla Jugoslavia - rappresentarono un fulmine a ciel sereno: in città si era infatti convinti che il compromesso sarebbe stato raggiunto sulla linea americana o sulla linea inglese, che avrebbero lasciato la città all'Italia.
Il 25 giugno, la Camera del Lavoro proclamò uno sciopero generale di protesta che raccolse un'adesione altissima. Il 3 luglio si costituì il "Comitato Esodo di Pola". Il giorno successivo "L'Arena di Pola" titolò a piena pagina: "O l'Italia o l'esilio". Nell'articolo principale a firma di Guido Miglia, si legge: "Il nostro fiero popolo lavoratore, quello che pure aveva creduto nella democrazia e s'era ribellato ad ogni forma di schiavitù, abbandonerebbe in massa la città se essa dovesse sicuramente passare alla Jugoslavia, e troverà ospitalità e lavoro in Italia, ove il governo darà ogni possibile aiuto a tutti questi figli generosi che preferiscono l'esilio alla schiavitù ed alla snazionalizzazione. A Pola rimarranno forse alcune migliaia di fanatici che, dopo alcune settimane di occupazione jugoslava, si pentiranno atrocemente di tutto il male fatto da loro e cercheranno allora di sfuggire alla persecuzione violenta ed all'oppressione. E proprio perché sanno che a loro toccherà questa sorte, e per continuare ad essere dei gerarchi della "minoranza" italiana, fanno ogni sforzo per convincere la gente a rimanere in città; dopo averla terrorizzata con un anno di propaganda bestiale, con deportazioni in massa di innocenti e con lancio di uomini vivi nelle foibe, fra lo sghignazzare di alcuni ubriachi di sangue".
Il 12 luglio, il "Comitato Esodo di Pola" cominciò la raccolta delle dichiarazioni dei cittadini che intendevano lasciare la città nel caso di una sua cessione alla Jugoslavia; il 28 luglio furono diffusi i dati: su 31.700 polesani, 28.058 avevano scelto l'esilio. Pur essendo da considerarsi queste dichiarazioni prevalentemente come un tentativo di pressione sugli Alleati a sostegno della richiesta di plebiscito, cionondimeno esse avevano assunto un significato più profondo: "L'esodo si era trasformato nella maggior parte della popolazione da reazione istintiva in fatto concreto, che acquistava via via uno spessore organizzativo e iniziava a incidere sulla vita quotidiana degli abitanti".
Nell'estate del 1946 l'esodo era già un'opzione molto concreta. Tuttavia, nella memoria collettiva della popolazione la strage di Vergarolla venne ritenuta come un punto di svolta, in cui anche gli incerti si convinsero che la permanenza in città alla partenza degli Alleati sarebbe stata impossibile.

## Le ipotesi sulle cause e le responsabilità
Le ipotesi sulle cause e le responsabilità delle esplosioni iniziarono a formarsi fin dalle ore immediatamente successive alla tragedia. Esse possono essere così riassunte:
- L'ipotesi dell'incidente. Nei memoriali di alcuni testimoni del tempo, si affermò che nelle prime concitate ore si parlò di una tragica fatalità dovuta all'incauto comportamento di qualcuno dei presenti oppure ad un fenomeno di innesco delle cariche esplosive causato dal caldo: "Quando arriva la voce della tremenda disgrazia, sento dire che forse qualcuno può aver acceso il fornello per far da mangiare, troppo vicino alle mine"[39]. Per decenni tale ipotesi venne spesso proposta - all'interno dello stesso scritto - in alternativa a quella dell'attentato, senza però una netta prevalenza dell'una o dell'altra[40].
- L'ipotesi dell'attentato terroristico. I primi ad escludere in un documento la possibilità di un incidente furono - come si è già visto - gli inquirenti inglesi nel periodo immediatamente successivo alla strage. Ciò non fece che alimentare i sospetti di una parte dei polesani, che ragionando sulla base del cui prodest puntarono immediatamente il dito contro gli jugoslavi: si disse quindi che la strage di Vergarolla fosse stato un attentato organizzato da chi aveva interesse a mandar via la popolazione di lingua italiana dalla maggiore città istriana. Lo stesso sindaco di Pola Luciano Delbianco durante le celebrazioni del 2004 suffragò l'ipotesi dell'attentato:

(Commemorazione a Pola: la "verità" sulla ferita di Vergarolla, comunicato stampa dell'Associazione Nazionale Venezia Giulia e Dalmazia, 19/08/2004)
- . Nella memorialistica di molti esuli di Pola l'ipotesi assume spesso i tratti di assoluta certezza:

(P. Tarticchio, Storia di un gatto profugo, Silvia, Cologno Monzese 2006)
|  |

- Lo storico Gaetano Dato, nel primo volume che abbia mai studiato in maniera sistematica la strage di Vergarolla, propone di cercare il movente prima di tutto nel contesto più ampio della transizione fra secondo conflitto mondiale e guerra fredda. In particolare, un'ampia documentazione americana, inglese e italiana dimostra che l'Italia avesse tenuto aperta, fino all'agosto del 1946, una opzione militare per contrastare l'espansionismo jugoslavo. Molte erano le armi che arrivavano in Istria attraverso Pola. La strage potrebbe dunque essere stata fatta per contrastare questa resistenza, che aveva i suoi giornali clandestini, come il Grido dell'Istria, e che proprio fino a pochi giorni prima della strage aveva fatto i primi morti fra le file dei sostenitori di Tito nel centro della penisola istriana. Dopo l'esplosione, quella resistenza si limitò infatti al sabotaggio e alla diffusione della stampa clandestina.[42]
- Sono da rilevare anche alcune posizioni alternative, che arrivano ad ipotizzare un interesse di "gruppi nazionalisti italiani" ad organizzare la strage, in accordo con lo Stato italiano, al fine di mettere in cattiva luce la Jugoslavia, impegnata nelle trattative di pace[43] o addirittura al fine di avviare un conflitto tra Stati Uniti e Jugoslavia, vista la tensione che portò due giorni dopo gli Stati Uniti a dare un ultimatum a Tito dopo l'abbattimento di aerei americani e l'uccisione di alcuni soldati USA lungo la frontiera italo-jugoslava[42].

## Le novità degli archivi britannici

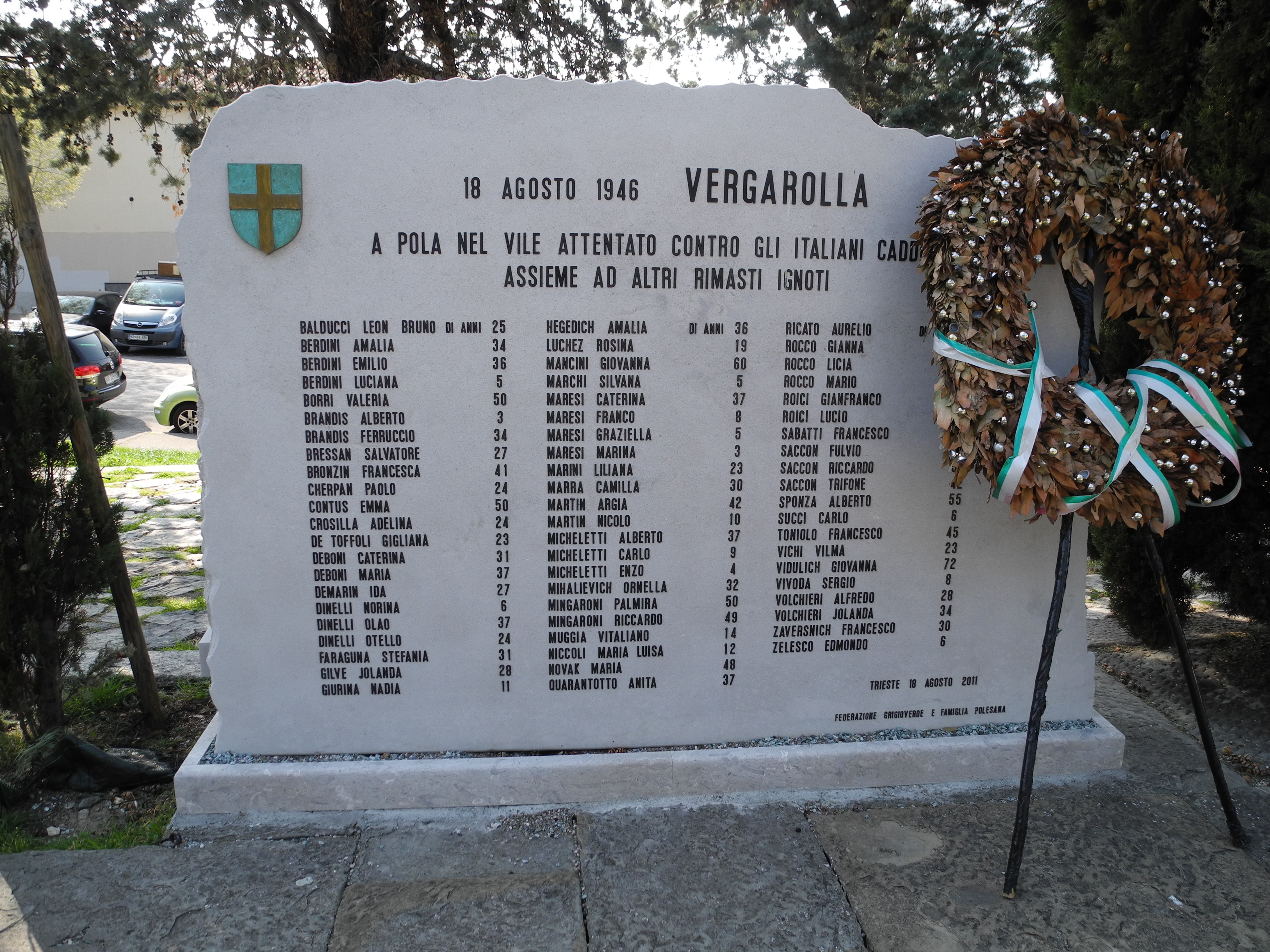
Trieste: Monumento del 2011 alle vittime di Vergarolla posto accanto alla Cattedrale di San Giusto

A marzo del 2008, "Il Piccolo" pubblicò una serie di quattro volumi sulla storia di Trieste, a cura di Fabio Amodeo e Mario J. Cereghino. Sulla base dei documenti del Public Record Office di Kew Gardens (Londra) - desecretati recentemente - i due autori ricostruirono il complesso quadro storico delle vicende che interessarono Trieste, la Venezia Giulia e l'Istria fra il 1946 e il 1951, assemblando una scelta delle lettere, delle informative e dei dispacci segreti in possesso degli Alleati.
Nel terzo di questi volumi, gli autori riportarono il testo di un'informativa riguardante la strage di Vergarolla, secondo la quale l'esplosione sarebbe stata in realtà un attentato pianificato dall'OZNA (il servizio segreto jugoslavo). Nell'informativa - datata 19 dicembre 1946 e intitolata "Sabotage in Pola" - si indica anche il nome di Giuseppe Kovacich come agente dell'OZNA, nonché uno degli esecutori materiali dell'attentato stesso.
Il documento riporta la sigla "CS" che indica una delle formazioni di spionaggio più attive nell'Italia del dopoguerra: il Battaglione 808º per il controspionaggio, con sede a Roma, composto interamente da carabinieri. L'informativa è quindi prodotta da un reparto italiano, a quel tempo al servizio anche dei servizi segreti americani e britannici.
La pubblicazione dei documenti su "Il Piccolo" è stata poi ripresa e commentata in vario modo dalla stampa croata e da altri quotidiani italiani, determinando una netta frattura interpretativa: da parte croata si è sostenuta la sostanziale non attendibilità di un rapporto dei carabinieri italiani per manifesta parzialità di vedute, e Tomislav Ravnić - segretario dell'"Associazione dei combattenti antifascisti della regione istriana" - chiamato a commentare - ha definito l'intera questione "Fiabe per bambini", affermando che a quel tempo i carabinieri che collaboravano con gli angloamericani erano tutti "neofascisti" e che una parte della popolazione di Pola li chiamava "bacoli neri" ("scarafaggi neri", nel dialetto polesano); da parte italiana invece, si è accreditata la tesi colpevolista: il Corriere della Sera ha perentoriamente intitolato un suo articolo "Pola 1946: Tito dietro la strage sulla spiaggia", mentre la stampa degli esuli ha semplicemente rammentato di aver sempre pensato che questa fosse l'interpretazione più probabile. "La Voce del Popolo" - il quotidiano della minoranza italiana in Slovenia e Croazia - ha dato ampio spazio alla notizia, dedicandole una parte importante nel suo supplemento storico.
Fra i commenti del mondo accademico, cauti ma possibilisti rispetto alla veridicità delle notizie contenute nei rapporti informativi archiviati al Public Record Office si sono dichiarati lo storico italiano Roberto Spazzali e la storica Marta Verginella.
Numerosa nuova documentazione, è stata infine portata alla luce nella recente opera di Dato, che per il suo significato, è stata presentata alla Camera dei Deputati il 13 giugno 2014, in seguito alle interrogazioni al Governo da parte di alcuni onorevoli del Partito Democratico e del Movimento Cinque Stelle, per istituire una commissione di storici che indaghi sulla strage.

## La memoria della strage

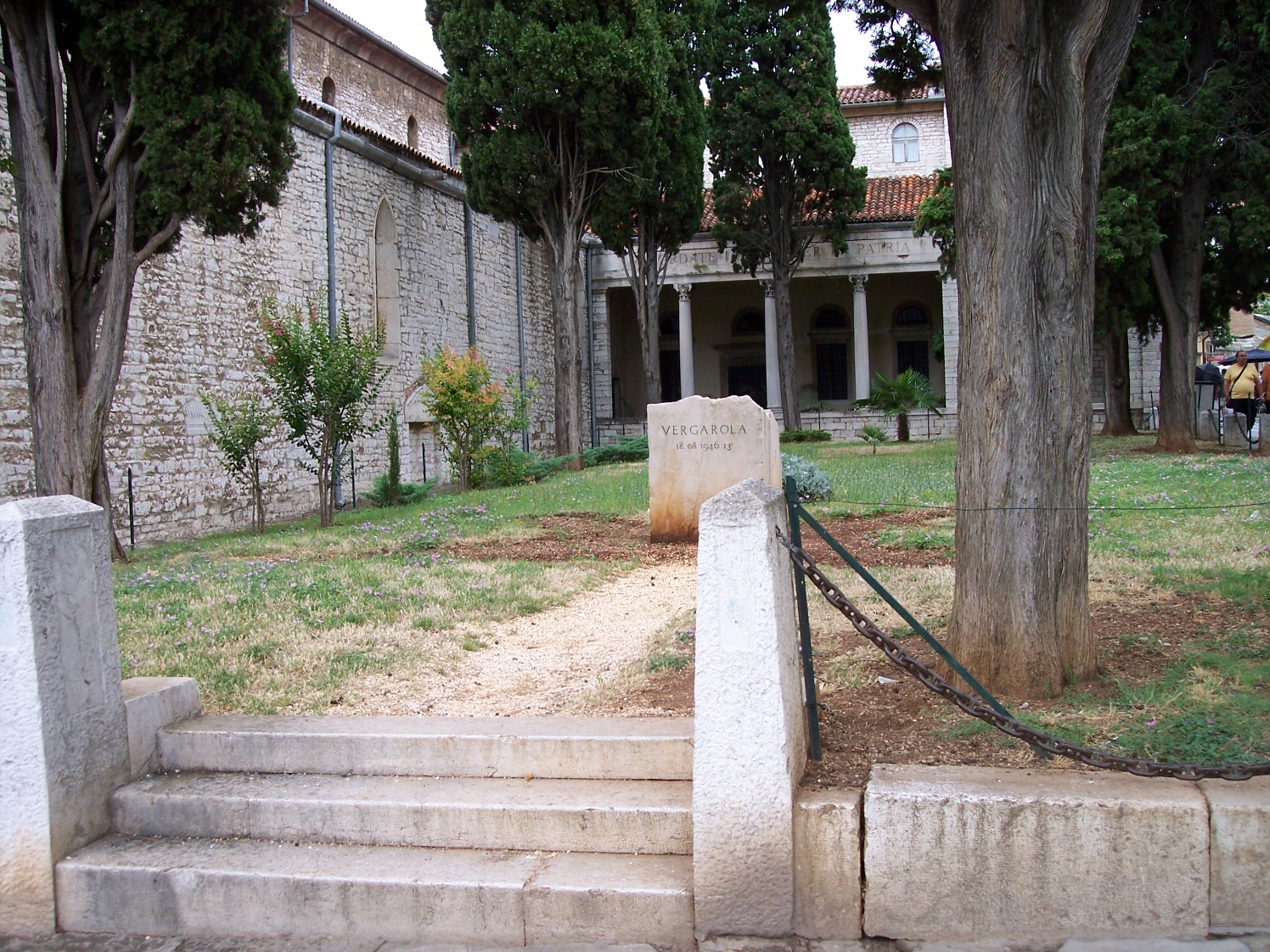
Il cippo di Vergarolla, inaugurato nel 1997

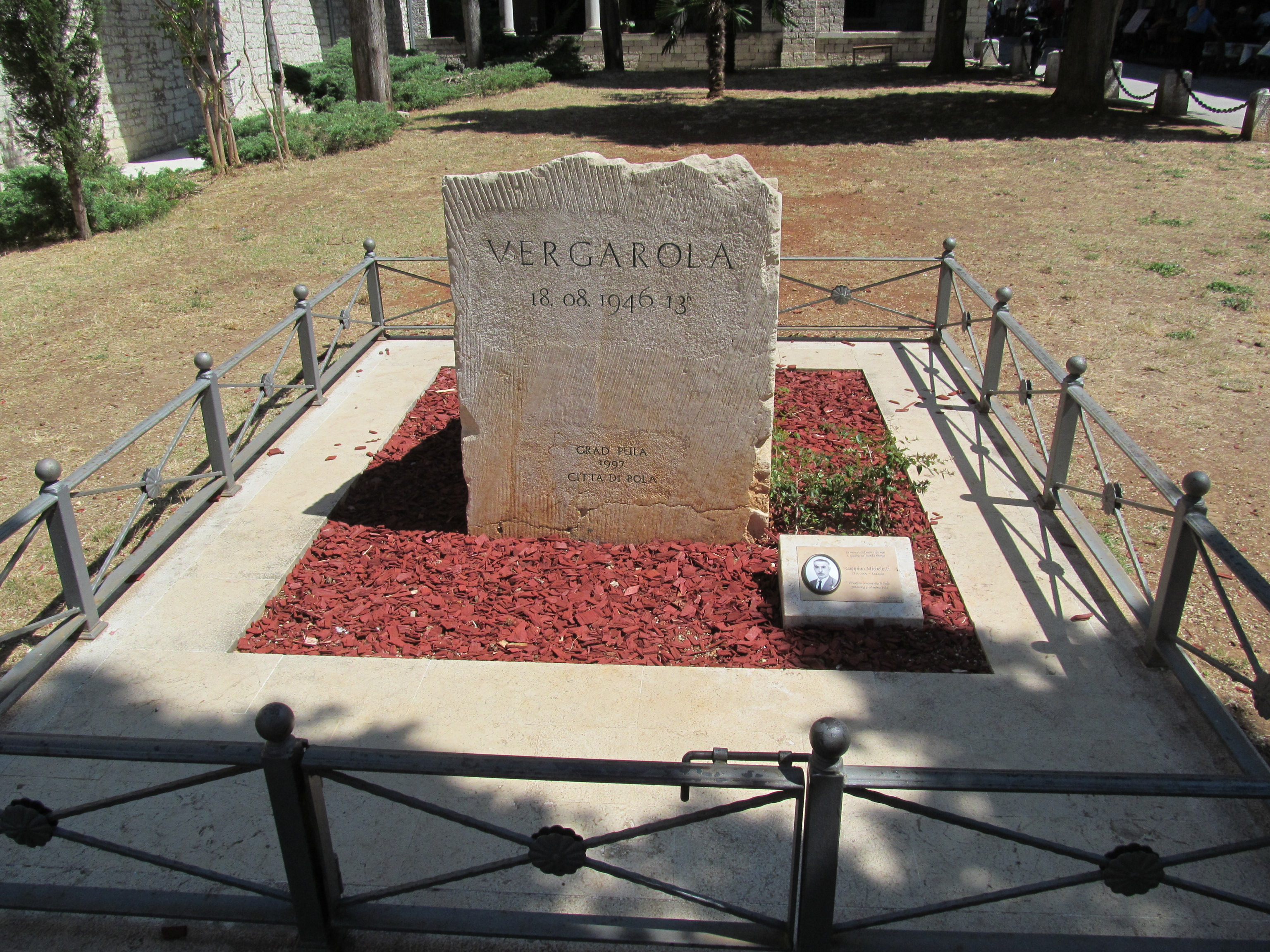
Cippo a fianco della Cattedrale della Assunzione di Maria Vergine a Pola; in basso la foto del dottor Geppino Micheletti

Per quasi cinquant'anni, in Jugoslavia prima e in Croazia poi, non si parlò della strage di Vergarolla: il più cruento fatto della storia cittadina avvenuto in tempo di pace, non trovava spazio nella memoria di una città notevolmente mutata nella composizione etnica della sua popolazione, rispetto al 1946.
Viceversa, le associazioni degli esuli istriani mantennero vivo il ricordo dell'evento: ogni anniversario veniva segnalato puntualmente dalla stampa associazionistica.
In un clima di rinnovata fiducia, considerato il processo di democratizzazione della nuova Croazia indipendente, la Comunità degli Italiani di Pola chiese ufficialmente alla Città di Pola il permesso per l'erezione di un cippo-memoriale, in unione col "Libero Comune di Pola in Esilio", l'associazione che riunisce gli esuli polesani e con il Circolo di cultura istro-veneta "Istria" di Trieste. Dopo alcune trattative sul testo del cippo, a settembre del 1997 questo venne finalmente inaugurato: un semplice blocco di pietra d'Istria, con incise in alto le laconiche parole "Vergarola 18.08.1946 13 h." e in basso "Grad Pula - 1997 - Città di Pola".
A partire da quell'anno, ogni 18 agosto una delegazione di esuli polesani ed una delegazione della Comunità degli Italiani di Pola commemorano la strage. In alcune occasioni ha partecipato alla cerimonia anche un rappresentante croato. Non sempre l'incontro fra esuli e "rimasti" polesani è stato visto di buon occhio dai media croati: la stessa esistenza di un'associazione denominata "Libero Comune di Pola in Esilio" viene spesso ritenuta una "provocazione irredentista", ed alcuni commentatori hanno duramente attaccato la manifestazione.
Il 13 aprile 2017 è avvenuta la prima commemorazione congiunta italo-croata delle vittime della strage. Nel corso della loro visita in Istria, i ministri italiani degli affari esteri Angelino Alfano e della salute Beatrice Lorenzin hanno incontrato a Pola gli omologhi croati Davor Ivo Stier e Milan Kujundžić, deponendo insieme a loro una corona di fiori sul cippo di Vergarolla. Nell'occasione è stata anche conferita alla memoria del dottor Micheletti la Medaglia d'oro al merito della sanità pubblica della Repubblica Italiana.
Una lapide commemorativa della strage è stata posta dalla Federazione Grigioverde e dalla Famiglia Polesana a pochi metri dalla Cattedrale di San Giusto a Trieste.
Il 18 agosto 2023, per la prima volta, l'anniversario della strage è stato commemorato congiuntamente dall'amministrazione croata e dalle due comunità italiane, quella degli esuli polesani nel mondo e quella degli italiani rimasti a Pola.

## Musica e Cinema
- Alessandro Quadretti e Domenico Guzzo, L'ultima spiaggia. Pola fra la strage di Vergarolla e l'esodo, Officinemedia, 2016
- Ultima Frontiera, Vergarolla, 2019 (tratta dall'album Trincee)